# Baraguá
Baraguá är en kommunhuvudort i Kuba.   Den ligger i provinsen Provincia de Ciego de Ávila, i den centrala delen av landet, 400 km öster om huvudstaden Havanna. Baraguá ligger 3 meter över havet och antalet invånare är 15 268.
Terrängen runt Baraguá är mycket platt. Runt Baraguá är det ganska glesbefolkat, med 45 invånare per kvadratkilometer. Närmaste större samhälle är Venezuela, 18,6 km väster om Baraguá. Trakten runt Baraguá består till största delen av jordbruksmark.